# Polideportivo Municipal José Antonio Gasca
El Polideportivo Municipal José Antonio Gasca, también conocido como Pabellón Josean Gasca y, en euskera, Pabiloia Josean Gasca es una pista cubierta ubicada en San Sebastián, España.
En este pabellón disputa sus partidos oficiales el Askatuak y el Balonmano Bera Bera. Está situado junto al estadio de Anoeta y cuenta con campos reglamentarios para practicar hockey sobre patines, balonmano, fútbol sala, baloncesto y voleibol.

## Historia
Inaugurado el 30 de enero de 1970, en sus inicios era conocido como el Polideportivo Municipal de Anoeta pero, siendo alcalde de San Sebastián Odón Elorza y, coincidiendo con el 6º memorial José Antonio Gasca, se le cambió el nombre para homenajear a Jose Antonio Gasca, fundador, directivo y entrenador de baloncesto así como uno de los impulsores y fundadores de la ACB.

## Instalaciones
Cuenta con un campo polideportivo (hockey sobre patines, balonmano, baloncesto, voleibol,...), el frontón municipal, que lleva el nombre de Atano III, donde se practica pelota vasca y 1 trinquete, 1 sauna, además de 1 sala de musculación. 
4 vestuarios generales, 1 vestuario accesible para personas discapacidad, 1 para árbitros, 5 aseos (de los que 3 son aseos accesibles). Además tiene una zona de prensa, una zona de enfermería y control antidopaje y un comedor y un video marcador. 